# 汁物

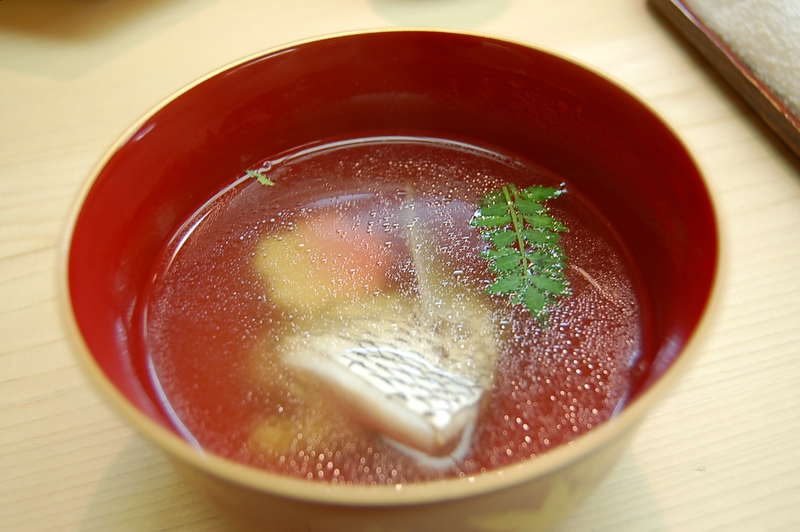
日本の吸い物

汁物・汁もの（しるもの）とは、汁（スープ）を主体とした日本料理の総称。特に飯と共に提供されるスープ料理を汁物と呼び、酒と共に提供される肴のスープ料理である吸物と区別する。
汁の味付けから、味噌仕立て（味噌汁など）・醤油仕立て（すまし汁）・塩仕立ての潮汁など、様々な種類がある。

## 歴史
記紀の時代及び奈良時代には、熱い汁料理を「あつもの」と称し、中国の羊肉の煮料理である羹の漢字をあてた。平安時代の『延喜式』には「羹」とともに「汁」の表記が登場し、更に同時代の文学作品や公家日記には熟汁・温汁（あつしる）・冷汁（ひやしる、寒汁）・汁膾などの語が登場する。鎌倉時代には禅宗とともに「豆腐羹」「辛辣羹」などの汁料理を含めた精進料理が日本に伝わった。
室町時代になると「羹」という語に代わって「汁物」の語が用いられる一方で、「吸物」の語も登場する。ただし、現代と異なり汁物は御飯とともに出される汁料理、吸物はその後の酒の肴として酒杯とともに出される汁料理として区別がなされていた。また、本膳料理が登場すると、大汁・小汁と呼ばれる熱汁が用いられ、二の膳まである場合には2汁、三の膳まである時は3汁と必ず各膳には汁が付けられた。本膳で供される汁物は本汁または一の汁、二の膳で出される汁物は二の汁、三の膳で出される汁物は三の汁と称された（なお、これらには料理終了後の酒とともに出される吸物は含まれない。また本汁は味噌汁、二の汁はすまし汁、三の汁は潮汁と言ったように別種類の汁を出すものとされている）。
江戸時代に入ると、味噌や塩の他に醤油なども味付けに用いられ、汁の実の種類も各種の魚・野菜・肉など豊富となった。また、季節によっても味噌の種類を変えたり、旬の素材を汁の実に用いるなど様々な工夫が凝らされるようになった。豚汁にすれば、汁物が煮物になり「おかずの一品」に変わり手軽になる。